# Військова академія США

Герб Військової академії США

Військова академія США (англ. United States Military Academy), відома також як Вест-Пойнт (англ. West Point) — військова академія збройних сил США, найстаріша у США. Академія розташована в місті Вест-Пойнт, штат Нью-Йорк, в мальовничому місці з видом на річку Гудзон за 80 км на північ від Нью-Йорка і займає близько 65 км², бувши одним з найбільших кампусів у світі.

## Історія
Військовий форт на місці академії побудовано 1778 року за наказом Вашингтона. Проєкт склав Тадеуш Костюшко. Головним завданням форту було не пропустити ворожі кораблі по річці Гудзон, для чого він був перегороджений великим ланцюгом.
Сама академія була заснована в 1802 році. Суперінтендантом академії з 1817 по 1833 був полковник Сильванус Тайер, який вважається «батьком» академії. Особливостями встановленою ним систем вчення були малі за чисельністю класи і велика кількість самостійно виконуваної домашньої роботи. Ця система навчання зберігається і донині. Велике значення надавалося інженерній справі. У першій половині XIX століття випускники Вест-Пойнта проектували велику частину доріг, мостів і залізниць США.
Після Першої світової війни суперінтендант академії Дуглас Макартур приділяв велику увагу фізичній підготовці і спорту, висунувши гасло «Кожен кадет має бути спортсменом».
У 1964 президент Ліндон Джонсон збільшив число тих, що навчається в академії з 2529 до 4417. Згодом число було скорочене до 4000, але потім знову підвищено до 4400.
У 1976 в академію були допущені жінки.

## Прийом в академію і навчання
Прийом в академію відбувається в основному по рекомендації членів конгресу. В наш час[коли?] кожен з конгресменів і віце-президент США має п'ять місць в академії. Коли одне з них звільняється у зв'язку із закінченням кадетом навчання або по інших причинах, конгресмен рекомендує декількох осіб на місце, що звільнилося. Звичайно це десять осіб. Якщо він рекомендує декількох осіб, між ними проводиться конкурс. Якщо лише одного, то якщо він визнається придатним до вчення, то приймається автоматично. Процес здобуття рекомендації зазвичай включає подачу заяви, написання одного або декількох есе і представлення рекомендаційних листів. Додатково щороку 100 місць надається для дітей офіцерів, 170 місць для солдатів у активної службі, 20 для кадетів корпусу підготовки офіцерів запасу і 65 для дітей тих, хто загинув у бою, був важко поранений і став інвалідом або зник безвісти. Крім того щороку приймається близько 20 іноземних кадетів.
Особа, що вступає до академії має бути у віці від 17 до 22 років, неодруженою і такою, що не виплачує аліменти.
Навчання продовжується 4 роки. Випускник академії отримує ступінь бакалавра та звання лейтенанта (Second Lieutenant) із зобов'язанням прослужити в армії 5 років. Щорічно академія випускає близько 900 лейтенантів.

## Організаційна структура
1 бригада (4000 кадетів) що складається з:
4 полки (1000 кадетів) що складаються з:
2 батальйони (500 кадетів) що складаються з:
4 роти (120 кадетів) що складаються з:
4 взводів (30 кадетів) що складаються з:
4 відділень (7 кадетів) що складаються з:
2—3 команд (2—3 кадети)
Сюди не включені різні командні пости, кількісний склад підрозділів приблизний.

## Відомі випускники
- Джон Філіп Абізаїд — генерал армії США. Радник Міністра оборони України.
- Вільям Мюррей Блек — генерал-майор, начальник інженерних військ армії США.
- Марко Паславський — боєць батальйону «Донбас». Загинув у ході війни на сході України під час визволення Іловайська. Кавалер ордена Данила Галицького (посмертно)

## Цікаві факти
- Для курсантів академії влаштовуються традиційні бої подушками[4]